# Лугела
Лугела (груз. ლუგელას) — это хлоридно-кальциевая высокоминерализованная вода лечебного назначения, источник которой находится в Грузии. Названа в честь местности, включающей выходы воды; ранее также называлась «Мухури» или «Мухурская минеральная вода» — по ближайшему населённому пункту.
Представляет собой прозрачную жидкость горького привкуса. Один литр воды содержит до 60 г минеральных веществ, основным из которых является кальций. «Лугела» не замерзает при −15 градусах, не даёт осадка при хранении.
В 1967 году «Лугела» была включена в перечень лечебных минеральных вод, рекомендованный фармакологическим комитетом Министерства Здравоохранения СССР к продаже населению через аптечную сеть наряду с такими минеральными водами, как «Ессентуки № 17» и Трускавецкая («Нафтуся № 2»).

## Химический состав
Сухой остаток высокоминерализованной воды «Лугела» превышает 53 г на литр, причём 88 % минерализации приходится на хлористый кальций, и потому в своём естественном виде вода соответствует 9,5 % раствору хлористого кальция (кристаллического). 
Химический состав минеральной воды «Лугела» (в граммах на 1 литр):
Катионы
- Кальций — 16,52
- Натрий — 2,815
- Калий — 0,0016
- Магний — 0,0014

Анионы
- Хлор — 32,3
- Сульфат-ионы — 0,041
- Бром — 0,184
- Фтор — 0,004
- Йод — 0,0016
- Кремниевая кислота — 0,0196

Общая минерализация — 52,0
В состав «Лугелы» также входят 8 редкоземельных металлов группы лантаноидов (церий, неодим, самарий, висмут и др.)

## Расположение источников
Источник минеральной воды «Лугела» находится в Грузии, в нижней части горной цепи в Мегрелии, на высоте 360—370 м над уровнем моря, в ущелье реки Хобис-Цкали.
Геологически выходы минеральной воды «Лугела» связаны с трещинами в порфиритовой серии байосского яруса, занимающей бассейн верхней части реки Хобис-Цкали. Литологически порфиритовая серия представлена комплексом массивных вулканокластических накоплений, покровных лавовых излияний и подчинённых им туфовых и туфогенных отложений.
Первоначальный дебит «Лугелы» не превышал 500 л в сутки. В 1934—1936 годах Институт курортологии Грузинской ССР провел гидрогеологические работы и заложил каптированную буровую скважину, в результате чего дебит воды возрос до 22 тыс. л в сутки.

## Применение
«Лугела» не является лекарственным средством. Вследствие очень высокого содержания хлористого кальция применяется только по указанию врача. Показания для лечения: туберкулёз лёгких и лимфатических желёз, аллергические заболевания, воспаление почек с гематурией, а также заболевания, при которых обычно назначают хлористый кальций.
Способ применения устанавливается врачом индивидуально. Побочные действия неизвестны. Во избежание гиперкальциемии перед приёмом лечебной минеральной воды «Лугела» рекомендуется сдать анализ на определение уровня кальция в организме и проконсультироваться с врачом.
Противопоказания: гиперкальциемия, наклонность к тромбозам, индивидуальная непереносимость.

## История
Согласно собранным в 1930-х годах сведениям, «мухурская вода... исстари пользовалась заслуженной известностью» и часто служила предметом тяжб и даже драк, однако пользовались ею только как наружным средством, избегая принимать внутрь.
Первый химический анализ минеральной воды «Лугела» был проведён в 1920 или 1928 году заведующим химической лабораторией Наркомздрава Р. Д. Купцисом. По его словам, жители употребляли воду Мухурского источника при запорах, а также при ревматизме и при кожных болезнях. Купцис предполагал, что «при изучении Мухурской воды в научной медицине она найдет широкое применение при разных хронических кожных болезнях, при заболевании мочевых путей, при катарральных процессах в дыхательных путях и пищеварительных органах, при ревматизме, при рахитизме, подагре и др.»
В 1932 году повторный анализ был проведён под руководством профессора Йовела Кутателадзе. 
В 1934 году Наркомздрав Грузинской ССР получил республиканскому Институту курортологии организовать изучение лугельской воды. Начиная с этого времени в местных медицинских учреждениях проводились эксперименты по выяснению её потенциальных лечебных и технических свойств, как для замены обычного хлористого кальция, так и в самостоятельном качестве. Предполагалось даже её использование для поливки улиц и пропитки телеграфных столбов, шпал и т. п.
В период с 1936 по 1946 годы по заданию Государственного института усовершенствования врачей и Института курортологии Грузии был проведён ряд экспериментальных работ. В частности, выяснялось влияние воды на секрецию желудочного сока у собак, на свёртываемость крови у кроликов, определялись токсичные дозировки. Проводились работы и на людях, показавшие ряд многообещающих результатов.
Предлагалось использование воды «Лугела» для получения средств для пилинга.
С 2018 года был введён в эксплуатацию завод по розливу воды «Лугела» в селе Октомбери муниципалитета Зугдиди. В декабре 2022 года планируется поступление этой воды на внутренний рынок Грузии; до этих пор она поставлялась лишь на экспорт, в основном в Россию и Армению.